# Jihozápadní Čína

Čínské regiony: Jihozápadní Čína je oranžová vlevo dole

Jihozápadní Čína (čínsky v českém přepisu Si-nan, pchin-jinem Xīnán, znaky 西南) je region Čínské lidové republiky skládající se z Čchung-čchingu, z provincií S’-čchuan, Jün-nan a Kuej-čou a z Tibetské autonomní oblasti.